# Nota (tipografia)
Una nota és una cadena de text situada a la part inferior d'una pàgina en un llibre o en un document o al final d'un capítol, d'un volum o de la totalitat del text. La nota pot proporcionar comentaris d'un autor referents al text principal o facilitar referències bibliogràfiques d'una obra de referència que s'utilitza en el text, o ambdues. En anglès, una nota al peu de pàgina normalment es marca amb un número en superíndex immediatament després de la part del text a la qual la nota fa referència.
Les notes al peu són les notes al peu de la pàgina, mentre que les notes finals es recullen en una rúbrica diferent en el final d'un capítol, el volum o el treball sencer. A diferència de les notes al peu, les notes al final tenen l'avantatge de no afectar la distribució del text principal, però poden causar molèsties als lectors que han d'anar i venir entre el text i les notes al final.
Exemple:
La primera idea¹ per a la primera nota al peu de la pàgina, la segona Idea² per a la segona nota al peu, i així successivament.
De tant en tant en número entre parèntesis o claudàtors, d'aquesta manera: [1]. Els caràcters tipogràfics com l'asterisc (*) o l'obelisc (†) també es poden utilitzar per apuntar a peu de pàgina; l'ordre tradicional d'aquests símbols en anglès és *, †, ‡, §, ‖, ¶.